# Десешть (комуна)
Десешть, Десешті (рум. Desești) — комуна у повіті Марамуреш в Румунії. До складу комуни входять такі села (дані про населення за 2002 рік):
- Десешть (974 особи) — адміністративний центр комуни
- Мара (1024 особи)
- Хернічешть (635 осіб)

Комуна розташована на відстані 408 км на північний захід від Бухареста, 23 км на північний схід від Бая-Маре, 112 км на північ від Клуж-Напоки.

## Населення
За даними перепису населення 2002 року у комуні проживали 2633 особи.
Національний склад населення комуни:
| Національність | Кількість осіб | Відсоток |
| -------------- | -------------- | -------- |
| румуни         | 2619           | 99,5%    |
| цигани         | 12             | 0,5%     |
| угорці         | 2              | 0,1%     |

Рідною мовою назвали:
| Мова      | Кількість осіб | Відсоток |
| --------- | -------------- | -------- |
| румунська | 2622           | 99,6%    |
| циганська | 8              | 0,3%     |
| угорська  | 2              | 0,1%     |
| німецька  | 1              | < 0,1%   |

Склад населення комуни за віросповіданням:
| Релігія                                       | Кількість осіб | Відсоток |
| --------------------------------------------- | -------------- | -------- |
| православні                                   | 2348           | 89,2%    |
| греко-католики                                | 168            | 6,4%     |
| п'ятдесятники                                 | 20             | 0,8%     |
| римо-католики                                 | 6              | 0,2%     |
| не релігійні                                  | 6              | 0,2%     |
| адвентисти                                    | 5              | 0,2%     |
| бретрени                                      | 2              | 0,1%     |
| реформати                                     | 1              | < 0,1%   |
| баптисти                                      | 1              | < 0,1%   |
| лютерани (Синодально-пресвітеріанська церква) | 1              | < 0,1%   |
| не вказали релігію                            | 2              | 0,1%     |